# شورا

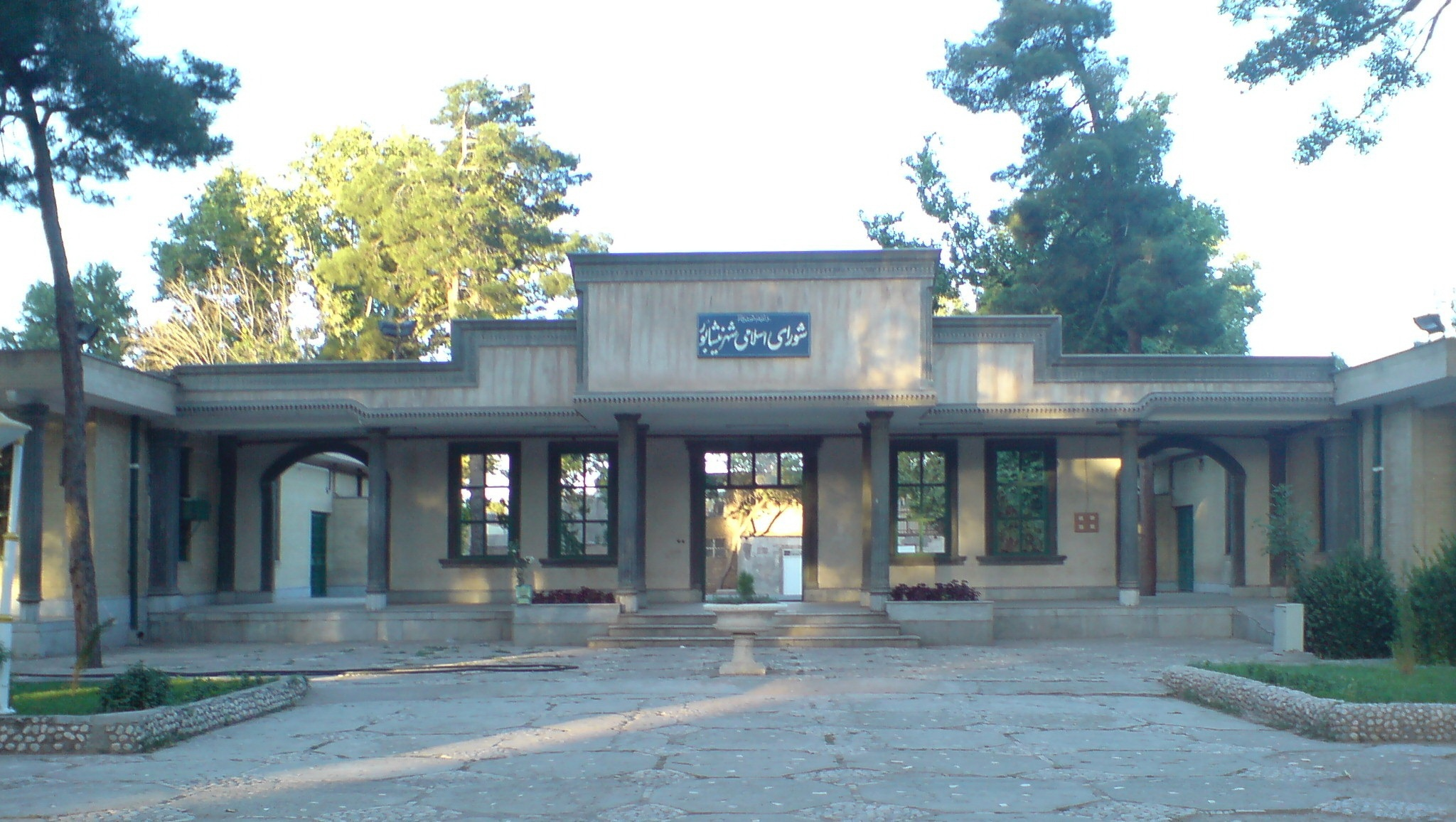
ساختمان شورای اسلامی شهر،نیشابور.

شورا (به عربی: الشورى) واژه‌ای عربی برای رایزنی و همفکری است و یک اصطلاح اسلامی برگرفته از قرآن و سنت پیامبر اسلام محمد است. شورا دو بار در قرآن به عنوان یک فعالیت قابل تحسین جمعی ذکر شده‌است و نیز نام یکی از سوره‌های قرآن است. همچنین شورا ممکن است به نوعی مجلس در کشورهای اسلامی اشاره کند که با واژه‌های مجلس شورا (به عربی: مجلس الشورى) و اعضای آن اهل شورا بیان می‌شود. در بسیاری از کشورهای اسلامی مجلس‌های مشورتی در سطح ملی یا محلی تشکیل می‌شود. مشورت کردن در اسلام فقط به موضوعات اجتماعی محدود نمی‌شود و مسلمانان تقریباً در هر امری با یکدیگر مشورت می‌کنند.

## در اسلام

### قرآن
شورا دو بار در قرآن به عنوان یک فعالیت قابل تحسین جمعی ذکر شده‌است و نیز نام یکی از سوره‌های قرآن (شوری) است.
و آنان که دستورهای پروردگار را اجابت و اطاعت کردند و نماز به پا داشتند و کارشان را با مشورت یکدیگر انجام دادند و از آنچه روزی‌شان دادیم انفاق می‌کنند. سورهٔ شوری، آیهٔ ۳۸
از پرتو رحمت الهی در برابر آنها نرم (و مهربان) شدی و اگر خشن و سنگدل بودی از اطراف تو پراکنده می‌شدند بنابراین آنها را عفو کن و برای آنها طلب آمرزش نما و در کارها با آنها مشورت کن اما هنگامی که تصمیم گرفتی (قاطع باش و) بر خدا توکل کن زیرا خداوند متوکلان را دوست دارد». آل عمران آیه ۱۵۹
به اعتقاد مسلمانان خداوند از شیوهٔ رفتار پیامبر با یاران و عموم امت اسلامی سخن می‌گوید، یعنی پیامبر باید در تمام مسائل مربوط به زندگی مسلمانان و اسلام، کار دعوت، جنگ و صلح، تمام مسائل عمومی، عملکردها، تصمیم‌ها و برنامه‌ریزی برای ابزارها و اهداف در جایگاه رهبری خود که مرتبط با سرنوشت عمومی امت اسلامی است مبتنی بر مشورت حرکت کند.

## در کشورهای دیگر
شوراها گونه‌ای از نهادها هستند. نقش شوراها معمولاً به عنوان فراهم آوردن محلی برای گردآمدن صاحب‌نظران در مورد یک موضوع و مشورت بر سر موضوع مورد نظر است.
تصمیمات گرفته‌شده در شوراها در بسیاری موارد از نظر قانونی الزام اجرایی دارند.
شورایی که از نظر اهمیت بالاتر از چند شورای دیگر قرار بگیرد «شورای عالی» نامیده می‌شود.
برخی شوراها دارای کارگروه‌ها (کمیسیون‌های) گوناگونی نیز هستند.